# Cratera de Araguainha
A cratera de Araguainha é uma cratera de impacto (astroblema) na fronteira dos estados do Mato Grosso e Goiás, no Brasil, entre as vilas de Araguainha e Ponte Branca. Com um diâmetro de 40 km, é a maior cratera de impacto da América do Sul.
A cratera de Araguainha é conhecida na geologia como domo de Araguainha sendo o núcleo da cratera soerguido e circundado por depressões anelares, arcos de colinas isoladas e terraços escarpados. Os pioneiros na interpretação de que a estrutura era oriundo de impacto foram Dietz & French (1973) seguidos por Crósta et al. (1981) e Crósta (1982). As características principais analisadas para essa conclusão foram as características geomorfológicas e estruturais, evidências de metamorfismo de choque em arenitos da Formação Furnas, Bacia do Paraná, ocorrência de shatter cones em arenitos, lamelas de choque em quartzo e mudanças do estado cristalino e kink bands em diversos minerais.
O impacto afetou rochas do embasamento granítico e das formações Furnas e Aquidauana. Na porção central, o núcleo expõe granito com feições de metamorfismo de impacto de vários tipos (Crósta & Thomé Filho, 2000)sendo circundado por brechas de impacto com matriz fundida e diques de dimensões variadas de material cataclástico, com ou sem feições de impacto (Engelhardt et al. (1992).
Lacerda Filho (2004) denomina de Unidade Araguainha ao conjunto de brechas do núcleo.
Datações Ar/Ar de amostras de materiais fundidos revelaram idades de 247±5 e 245±8 Ma. (Deutsch et al., 1992)) estimam o limite superior do impacto em 243±19 Ma. Dados Rb-Sr obtidos pelos autores a partir de duas amostras do domo e de uma do núcleo granítico geraram isócrona de 449±9 Ma, o que situa o impacto próximo ao limite permo-triássico.
Existem apenas onze crateras de impacto em toda a América do Sul, sendo oito delas localizadas no Brasil: Domo de Araguainha (GO-MT), Serra da Cangalha (TO), Vargeão (SC), São Miguel do Tapuio (PI), Colônia (SP), Cerro Jarau (RS) e Piratininga (SP) (Crósta, 1987; Hachiro et al., 1996). Outras duas crateras estão localizadas na Argentina (Campo del Cielo e Rio Cuarto) e uma  terceira no Chile (Monturaqui).